# Pectenisotoma theodori
Genre
Espèce
Pectenisotoma theodori, unique représentant du genre Pectenisotoma, est une espèce de collemboles de la famille des Isotomidae.

## Distribution
Cette espèce est endémique de Cuba.

## Publication originale
- Gruia, 1983 : Collemboles arthropleones de Cuba récoltés par les expéditions cubano-roumaines en 1969-1973. 2. Résultats des Expéditions Biospeleologiques Cubano-Roumaines à Cuba, vol. 4, p. 191-205.